# Djidji
Djidji är ett vattendrag i Gabon, ett biflöde till Ogooué. Det rinner genom provinserna Ogooué-Lolo och Ogooué-Ivindo, i den centrala delen av landet, 300 km öster om huvudstaden Libreville. Delar av vattendraget rinner genom Ivindo nationalpark, där ett cirka 60 m högt vattenfall finns.